# Rebelião de Mäntsälä
A Rebelião de Mäntsälä (finlandês: Mäntsälän kapina) foi uma tentativa falha de golpe de estado por revoltosos de direita, na Finlândia.

## História
Em 27 de fevereiro de 1932, membros da guarda branca, armados, interromperam uma reunião do partido social democrata em Mäntsälä. Nos dias seguintes, membros do movimento de Lapua e mais membros da guarda branca se uniram aos revoltosos em Mäntsälä. O ex-chefe do estado maior do exército finlandês, general-major Kurt Martti Wallenius, também aderiu ao movimento.
Os revoltosos recusaram-se a dispersar, e demandaram a renúncia do gabinete, bem como uma mudança na direção da política finlandesa. Dois dias depois, o gabinete deu voz de prisão aos líderes do movimento de Lapua, usando o Ato da Proteção da República, cuja criação o próprio movimento havia apoiado um ano antes.
Unidades do exérctio começaram a preparar-se, sob o comando do general-tenente Aarne Sihvo, dispostos a usar de força para acabar com a rebelião. Foram dadas ordens para reforçar a defesa de Helsínque, com tanques e artilharia, caso a situação se intensificasse.
O presidente Pehr Evind Svinhufvud anunciou, em um discuso de rádio, no dia 2 de março, que se os revoltosos se dispersassem, apenas seus líderes seriam punidos. O movimento se dispersou, e seus líderes foram presos alguns dias depois. O movimento de Lapua foi banido.